# René Herbin
Pour les articles homonymes, voir Herbin.
René Herbin est un compositeur et pianiste français, né à Vitry-le-François le 16 août 1911, et mort accidentellement le 1er septembre 1953 dans la catastrophe aérienne du Mont Cimet dans les Alpes françaises.

## Biographie
René Herbin entre à 14 ans au Conservatoire de Paris. Il y étudie le piano avec Isidore Philipp et la composition avec Noël Gallon et Henri Busser. Il obtient deux Premiers Prix. À 26 ans, il accompagne le violoncelliste Maurice Maréchal dans une tournée au Moyen-Orient. Mais la guerre survient et René Herbin est mobilisé dès 1939. Il est fait prisonnier en Allemagne où il restera près de 5 ans en captivité, dans plusieurs camps de travail forcé. Interné dans des conditions très précaires, il parvient néanmoins à écrire de nombreuses œuvres : une sonate pour violon et piano, Deïrdre des Douleurs pour orchestre de chambre, une sonate pour piano, Album d'images, Préludes baroques, pour piano. Rentré à Paris en 1945, il reprend ses activités de pianiste et compositeur, et crée son premier quatuor avec piano en 1949 avec le Trio Pasquier. Au début des années 1950, l'État et la Radio lui passent des commandes. C'est à cette occasion qu'il compose Trois Songes pour orchestre (1951) et le Concerto pour piano (1952) dont la création posthume sera assurée en 1956 par Vlado Perlemuter.

### Fin tragique
Le 1er septembre 1953, René Herbin, accompagné du violoniste Jacques Thibaud, embarque sur le vol Paris-Saïgon, ville où les musiciens sont attendus pour se produire en concert. À l'approche de l'escale prévue à l'aéroport de Nice, leur avion s'écrase au mont Cimet, dans les Alpes françaises. Il n'y a aucun survivant parmi les 42 personnes présentes à bord.

### Association
En 1992, Elizabeth Herbin, pianiste et fille du compositeur, fonde l'Association Société Musicale René Herbin, que président alors Vlado Perlemuter et Henri Dutilleux. Elle a pour vocation de faire connaître l'homme et son œuvre, et de diffuser sa musique qui reste encore trop confidentielle et peu enregistrée. Elle répare ainsi ce que la disparition prématurée d'un musicien âgé de 42 ans et reconnu par ses pairs, a ôté à la vie musicale française de la première moitié du XXe siècle.
Cette association loi de 1901 a changé de nom et devient « sur les traces de René Herbin musicien, compositeur ».

## Compositions
Liste des œuvres de René Herbin.
- 1929 : Toccata
- 1929-1930 : 12  Préludes, pour piano
- 1930 : Fantaisie, pour piano
- 1934 : Ballade, pour piano
- 1934-1935 : 6 Études de haute virtuosité, pour piano
- 1936 : 6 pièces en forme de suite, pour violon et piano
- 1936 : Poème, pour piano et violoncelle
- 1940 : Album d'images, pour piano
- 1940-1941 : 2 divertissements, pour piano (Max Eschig)
- 1940-1941 : Préludes baroques, pour piano
- 1941 : Préambule pour le «Chapeau chinois» de Franc Nohain, pour piano, quintette à cordes, flûte, clarinette en Si b
- 1941 : Préambule pour le «Chapeau chinois» de Franc Nohain, pour piano, violon et violoncelle
- 1942 : Sonate pour piano
- 1942 : Sonate pour violon et piano
- 1943 : 3  Préludes baroques, pour 2 pianos (transcription de l'auteur)
- 1943 : Miniatures, pour violon et piano [partie de piano perdue]
- 1943 : Suite fantasque, pour piano
- 1944 : Deïrdre des douleurs, pour flûte et piano (transcription de l'auteur)
- 1944 : Deïrdre des douleurs, version pour orchestre de chambre
- 1944 : La mort et le pendu, pour grand orchestre
- 1945 : Burlesque, pour clarinette en Si♭ et Quatuor à cordes
- 1945 : Burlesque pour piano et clarinette en si bémol (transcription de l'auteur)
- 1945 : Mirages, pour hautbois et piano
- 1946 : Thème et variation, pour piano
- 1948 : La mort et le pendu, pour 2 pianos (transcription de l'auteur)
- 1948 : La mort et le pendu, pour piano à 4 mains
- 1948 : Poulenc-adagietto, pour 2 pianos (transcription)
- 1948 : Prière, pour piano
- 1948 : Prières, pour quatuor à cordes
- 1949 : 1er Quatuor avec piano
- 1949 : Baptême, pour flûte et piano (transcription de l'auteur)
- 1949 : Baptême, pour piano, flûte, hautbois, violon, violoncelle et Harpe (création  avec Lily Laskine)
- 1949 : Sonate pour piano et violoncelle
- 1950 : Petite suite Radio française, pour piano
- 1950 : Petites pièces, pour piano
- 1950 : Petite suite Radio-française «dans l'esprit des vieux contes français», pour grand orchestre (commande de Radio-France) (création  Manuel Rosenthal)
- 1951 : Divertissement, pour orchestre de chambre (commande de Radio-France)
- 1951 : Divertissement, pour piano, 2 violons, violoncelle, contrebasse et batterie
- 1951 : Divertissement, pour violon et piano (transcription de l'auteur)
- 1951 : Dona Rosita ou le langage des fleurs, pour piano, 2 violons et violoncelle (transcription de l'auteur)
- 1951 : Dona Rosita ou le langage des fleurs, pour chant et piano
- 1951 : Trois songes, pour grand orchestre (Commande  de l'État)
- 1951-1952 : 4 impromptus, pour piano
- 1952 : Concerto pour piano et orchestre (Commande  de l'État) (création  Vlado Perlemuter)
- 1952 : Polka, pour piano à 4 mains (transcription de l'auteur. Dona Rosita)
- 1953 : Danse pour piano et saxophone en mib (Billaudot) création  Vlado Perlemuter)
- 1953 : Rossini-boutique-fantasque, pour 2 pianos (transcription)
- 1953 : Une fausse gavotte, pour piano et clarinette en si bémol (Billaudot)

## Enregistrement
- René Herbin : 1er Quatuor pour piano et trio à cordes, Élisabeth Herbin, piano; Alexis Galpérine, violon; Bruno Pasquier, alto; Mark Drobinsky, violoncelle (+ Florent Schmitt : Légende, Quatuor Les Hasards), CD - 711, Éd. Gallo, 1993.

## Sources
- Notice de présentation du cd précité, textes de Pierrette Germain et Alexis Galperine.